# Groß Pampau
Groß Pampau là một đô thị thuộc huyện Lauenburg, trong bang Schleswig-Holstein, nước Đức. Đô thị Groß Pampau có diện tích 4,32 km², dân số thời điểm 31 tháng 12 năm 2006 là 134 người.